# بخش ماگالانز
بخش ماگالانز (به اسپانیایی: Departamento Magallanes) یک منطقهٔ مسکونی در آرژانتین است که در استان سانتا کروس، آرژانتین واقع شده‌است. بخش ماگالانز ۱۹٬۸۰۵ کیلومتر مربع مساحت و ۶٬۵۳۶ نفر جمعیت دارد.